# Сунятсенское сельское поселение
Сунятсенское се́льское поселе́ние — сельское поселение в Михайловском районе Приморского края.
Названо в честь Сунь Ятсена (1866—1925) — китайского революционера, основателя партии Гоминьдан.
Административный центр — село Первомайское.

## История
Статус и границы сельского поселения установлены Законом Приморского края от 6 августа 2004 года № 130-КЗ «О Михайловском муниципальном районе»

## Население
| 2010  | 2011  | 2012  | 2013  | 2014  | 2015  | 2016  |
| ----- | ----- | ----- | ----- | ----- | ----- | ----- |
| 2357  | ↘2353 | ↘2295 | ↘2197 | ↘2160 | ↘2100 | ↘2057 |
| 2017  | 2018  | 2019  | 2020  | 2021  |       |       |
| ↘1997 | ↘1953 | ↘1897 | ↗2125 | ↘2002 |       |       |

## Состав сельского поселения
В состав сельского поселения входят 5 населённых пунктов:
| № | Населённый пункт | Тип населённого пункта       | Население |
| - | ---------------- | ---------------------------- | --------- |
| 1 | Дальнее          | село                         | ↘142      |
| 2 | Ленинское        | село                         | ↘195      |
| 3 | Первомайское     | село, административный центр | ↘1397     |
| 4 | Родниковое       | село                         | ↗184      |
| 5 | Степное          | село                         | ↘196      |

## Местное самоуправление
Администрация
Адрес: 692641, с. Первомайское, ул. Школьная, 20. Телефон: (42346) 5-32-74.
Глава администрации
- Озёрный Сергей Михайлович